# ماکس آرخیموویتز
ماکس آرخیموویتز (انگلیسی: Max Archimowitz؛ ۲۶ فوریهٔ ۱۹۲۰ – ۱۵ نوامبر ۲۰۰۰) یک سیاست‌مدار اهل آلمان بود. 